# 10-те топ 10 на Американския филмов институт
10-те топ 10 на Американския филмов институт (на английски: AFI's 10 Top 10) почита десетте най-велики американски филма в десет класически филмови жанрове. Представен от Американския филмов институт (АФИ), списъците са показани в специална програма по CBS на 17 юни 2008.
Клинт Истууд, Джеймс Уудс, Куентин Тарантино, Лесли Ан Уорън, Гейбриъл Бърн, Кърк Дъглас, Изабела Роселини, Шон Астин, Харисън Форд, Стивън Спилбърг, Джордж Лукас, Елизабет Пъркинс, Куба Гудинг Джуниър, Джеймс Ърл Джоунс, Нейтън Лейн, Мартин Скорсезе, Тим Алън, Сигорни Уийвър, Майкъл Джей Фокс, Денис Хопър, Джийн Хекман, Ейми Мадиган, Доминик Монахан, Рита Уилсън, Анди Макдауъл, Харолд Реймис, Роман Полански, Робърт Лоджия, Талия Шайър, Сюзън Сарандън, Даниъл Стърн, Норман Джуисън, Сидни Лумет, Роб Райнър, Рей Лиота и Джейн Фонда дават техните мнения за съответните филми.
Като предините части от поредицата, целият списък с 500 номинирани филми се намира в сайта на Американския филмов институт.

## Анимация
Представен от Дженифър Лав Хюит, АФИ определя „анимацията“ като жанр, в който филмите са създадени от компютър или човешка ръка и героите са озвучени от актьори.
| #  | Филм                        | Година |
| -- | --------------------------- | ------ |
| 1  | Снежанка и седемте джуджета | 1937   |
| 2  | Пинокио                     | 1940   |
| 3  | Бамби                       | 1942   |
| 4  | Цар лъв                     | 1994   |
| 5  | Фантазия                    | 1940   |
| 6  | Играта на играчките         | 1995   |
| 7  | Красавицата и звярът        | 1991   |
| 8  | Шрек                        | 2001   |
| 9  | Пепеляшка                   | 1950   |
| 10 | Търсенето на Немо           | 2003   |

## Фентъзи
Представен от Шон Остин, АФИ определя „фентъзи“ като жанр, в който герои срещат фантастични същества и/или изживяват ситуации, които не се случват в нормалния свят.
| #  | Филм                                             | Година |
| -- | ------------------------------------------------ | ------ |
| 1  | Магьосникът от Оз                                | 1939   |
| 2  | Властелинът на пръстените: Задругата на пръстена | 2001   |
| 3  | Животът е прекрасен                              | 1946   |
| 4  | Кинг Конг                                        | 1933   |
| 5  | Чудо на 34-та улица                              | 1947   |
| 6  | Поле на мечтите                                  | 1989   |
| 7  | Харви                                            | 1950   |
| 8  | Омагьосан ден                                    | 1993   |
| 9  | Багдатския крадец                                | 1924   |
| 10 | Голям                                            | 1988   |

## Гангстерски филми
Представен от Куентин Тарантино, АФИ определя „гангстерските филми“ като жанр, който се фокусира върху организираната престъпност или известни престъпниции от XX век.
| #  | Филм                             | Година |
| -- | -------------------------------- | ------ |
| 1  | Кръстникът                       | 1972   |
| 2  | Добри момчета                    | 1990   |
| 3  | Кръстникът 2                     | 1974   |
| 4  | Бяла жега                        | 1949   |
| 5  | Бони и Клайд                     | 1967   |
| 6  | Белязаният: Срамът на една нация | 1932   |
| 7  | Криминале                        | 1994   |
| 8  | Обществен враг                   | 1931   |
| 9  | Малкият Цезар                    | 1931   |
| 10 | Белязаният                       | 1983   |

## Научна фантастика
Представен от Сигорни Уийвър, АФИ определя „начуната фантастика“ като жанр, в който научния или технологичния напредък се жени за фантастичните теории.
| #  | Филм                                         | Година |
| -- | -------------------------------------------- | ------ |
| 1  | 2001: Космическа одисея                      | 1968   |
| 2  | Междузвездни войни: Епизод IV - Нова надежда | 1977   |
| 3  | Извънземното                                 | 1982   |
| 4  | Портокал с часовников механизъм              | 1971   |
| 5  | Денят, в който Земята спря                   | 1951   |
| 6  | Блейд Рънър                                  | 1982   |
| 7  | Пришълецът                                   | 1979   |
| 8  | Терминатор 2: Денят на страшния съд          | 1991   |
| 9  | Нашествието на грабителите на тела           | 1956   |
| 10 | Завръщане в бъдещето                         | 1985   |

## Уестърн
Представен от Клинт Истууд, АФИ определя „уестърните“ като филмов жанр, в който действието се развива в американския Запад и въплътява духа, борбата и завещаването на нова граница.
| #  | Филм                     | Година |
| -- | ------------------------ | ------ |
| 1  | Следотърсачите           | 1956   |
| 2  | Точно по пладне          | 1952   |
| 3  | Шейн                     | 1953   |
| 4  | Непростимо               | 1992   |
| 5  | Ред Ривър                | 1948   |
| 6  | Дивата орда              | 1969   |
| 7  | Буч Касиди и Сънданс Кид | 1969   |
| 8  | Маккейб и мисис Милър    | 1971   |
| 9  | Дилижанс                 | 1939   |
| 10 | Кет Балу                 | 1965   |

## Спорт
Представен от Куба Гудинг Джуниър, АФИ определя „спортните филми“ като филмов жанр, в който главните герои играят лекоатлетски или други състезателни игри.
| #  | Филм                | Година |
| -- | ------------------- | ------ |
| 1  | Разяреният бик      | 1980   |
| 2  | Роки                | 1976   |
| 3  | Гордостта на янките | 1943   |
| 4  | Най-добрият изстрел | 1986   |
| 5  | Бул Дърам           | 1988   |
| 6  | Играчът на билярд   | 1961   |
| 7  | Слуги и господари   | 1980   |
| 8  | Откъсване           | 1979   |
| 9  | Национално кадифе   | 1945   |
| 10 | Джери Магуайър      | 1996   |

## Мистерия
Представен от Гейбриъл Бърн, АФИ определия „мистерията“ като жанр, който показва как се разкрива престъпление.
| #  | Филм                   | Година |
| -- | ---------------------- | ------ |
| 1  | Световъртеж            | 1958   |
| 2  | Китайски квартал       | 1974   |
| 3  | Прозорец към двора     | 1954   |
| 4  | Лора                   | 1944   |
| 5  | Третият човек          | 1950   |
| 6  | Малтийският сокол      | 1941   |
| 7  | Север-северозапад      | 1959   |
| 8  | Синьо кадифе           | 1986   |
| 9  | Набери „М“ за убийство | 1954   |
| 10 | Обичайните заподозрени | 1995   |

## Романтична комедия
Представен от Джесика Алба, АФИ определя „романтичната комедия“ като жанр, в който нарастването на романтиката води до смешни ситуации.
| #  | Филм                    | Година |
| -- | ----------------------- | ------ |
| 1  | Светлините на града     | 1931   |
| 2  | Ани Хол                 | 1977   |
| 3  | Това се случи една нощ  | 1934   |
| 4  | Римска ваканция         | 1953   |
| 5  | Филаделфийска история   | 1941   |
| 6  | Когато Хари срещна Сали | 1989   |
| 7  | Реброто на Адам         | 1949   |
| 8  | Лунатици                | 1987   |
| 9  | Харолд и Мод            | 1971   |
| 10 | Безсъници в Сиатъл      | 1993   |

## Съдебна драма
Представен от Джеймс Уудс, АФИ определя „съдебната драма“ като жанр, в който правосъдната система играе критична роля в сюжета на филма.
| #  | Филм                       | Година |
| -- | -------------------------- | ------ |
| 1  | Да убиеш присмехулник      | 1963   |
| 2  | Дванадесет разгневени мъже | 1957   |
| 3  | Крамър срещу Крамър        | 1979   |
| 4  | Присъдата                  | 1982   |
| 5  | Доблестни мъже             | 1992   |
| 6  | Свидетел на обвинението    | 1957   |
| 7  | Анатомия на едно убийство  | 1959   |
| 8  | Хладнокръвно               | 1967   |
| 9  | Вик в тъмното              | 1988   |
| 10 | Нюрнбергският процес       | 1961   |

## Епични филми
Представен от Кърк Дъглас, АФИ определя „епичните фили“ като жанр, в който филмите са с голям мащаб и изобразяват миналото.
| #  | Филм                        | Година |
| -- | --------------------------- | ------ |
| 1  | Лорънс Арабски              | 1962   |
| 2  | Бен-Хур                     | 1959   |
| 3  | Списъкът на Шиндлер         | 1993   |
| 4  | Отнесени от вихъра          | 1939   |
| 5  | Спартак                     | 1960   |
| 6  | Титаник                     | 1997   |
| 7  | На Западния фронт нищо ново | 1930   |
| 8  | Спасяването на редник Райън | 1998   |
| 9  | Червените                   | 1981   |
| 10 | Десетте Божи заповеди       | 1956   |

## Рекорди
- Алфред Хичкок има рекорден брой филми в категорията „Мистерии“, с четири филма, които той е режисирал: Световъртеж, Прозорец към двора, Север-северозапад и Набери „М“ за убийство.
- Стивън Спилбърг е режисирал два епични филма, Списъкът на Шиндлер и Спасяването на редник Райън, и един научнофантастичен филм, Извънземното.
- Стенли Кубрик е режисирал няколко филма в различните списъци: 2001: Космическа одисея и Портокал с часовников механизъм в категорията „Научна фантастика“, и Спартак в категорията „Епични филми“.
- Компанията Уолт Дисни има повече филми в категориите в списъка от всеки друг режисьор или продуцент. В категория „Анимация“, те имат девет анимирани филма, на които те или са продуценти (седем), или са излезли под тяхното знаме (Пиксар са продуценти на два филма). Единствения анимиран филм в списъка, който не е свързан с Дисни е Шрек.
- Джеймс Стюърт има най-много главни роли с цели шест филма. Той присъства в четири категории: „Фентъзи“ с Животът е прекрасен и Харви, „Мистерия“ с Шемет и Прозорец към двора, „Романтична комедия“ с Филаделфийска история и съдебна драма с Анатомия на едно убийство.
- Том Ханкс участва в четири филма, всеки в различна категория: „Фентъзи“ с Голям, „Романтична комедия“ с Безсъници в Сиатъл, „Епичен филм“ със Спасяването на редник Райън и „Анимация“ с Играта на играчките.
- Джийн Хекман участва в четири филма от списъка: гангстерският филм Бони и Клайд, епичния филм Червените, спортния филм Най-добрият изстрел и уестърна Непростимо.
- Даян Кийтън също участва присъства в четири филма: „Гангстерски филм“ с Кръстникът и Кръстникът 2, „Романтична комедия“ с Ани Хол и „Епичен филм“ с Червените. Тя има главна роля в Ани Хол и Червените и второстепенна роля в Кръстникът и Кръстникът 2.
- Актьорите Джон Уейн, Грейс Кели, Пол Нюман, Робърт Де Ниро, Джак Никълсън, Ал Пачино, Уорън Бийти, Талия Шайър и Джеймс Ърл Джоунс имат по три филма в списъка.
- Джон Форд е режисирал 2 филма в категория „Уестърн“, Дилижанс и Следотърсачите.
- Уорд Бонд участва в пет филма в този списък: Това се случи една нощ, Отнесени от вихъра, Следотърсачите, Малтийският сокол и Животът е прекрасен, но в нито един не играе главна роля.
- Има 13 филма с Оскар за най-добър филм в шест различни категории: Роки в категория „Спорт“, Непростимо в категория „Уестърн“, Кръстникът и Кръстникът 2 в категория „Гангстерски филми“, „Ани Хол и Това се случи една нощ в категория „Романтична комедия“, Крамър срещу Крамър в категория „Съдебна драма“ и накрая, Лорънс Арабски, Бен-Хур, Списъкът на Шиндлер, Отнесени от вихъра, Титаник и На западния фронт нищо ново в категория „Епични филми“.
- Най-новият филм от списъка е Търсенето на Немо (2003). Най-старият филм от списъка е Багдатският крадец (1924). Те са със 79 години разлика.
- Warner Bros. притежава някои или всички права (за някои филми, само в някои страни) на 26 филма от списъка – повече от всяко друго студио. Това включва осемте филма на MGM от 80-те години, DVD права на Светлините на града и в някои страни права върху Кинг Конг и Дилижанс.
- Осем филма от категорията „Романтична комедия“ (Ани Хол, Светлините на града, Харолд и Мод, Лунатици, Реброто на Адам, Филаделфийска история, Това се случи една нощ и Когато Хари срещна Сали) са в списъка 100 години Американски филмов институт... 100 комедии и девет от тях (Ани Хол, Харолд и Мод, Безсъници в Сиатъл, Филаделфийска история, Това се случи една нощ, Ваканция в Рим, Лунатици, Светлините на града и Когато Хари срещна Сали) са в списъка 100 години Американски филмов институт... 100 страсти.
- От всички филми в списъка, никой не е създаден преди 20-те години на XX век, 1 е от 20-те години, 11 са от 30-те години, 14 са от 40-те години, 17 са от 50-те години, 11 са от 60-те години, 12 са от 70-те години, 16 са от 80-те години, 15 са от 90-те години и 3 са от XXI век.
- Багдатският крадец (1924) и Светлините на града (1931) са единствените неми филми в списъка. Те също така са и най-старите.
- 33 от филмите в списъка са черно-бели, а останалите 67 са цветни, въпреки че няколко (като Животът е прекрасен) са снимани в черно-бяло, но по-късно са направени цветни.
- Стенли Кубрик и Ридли Скот имат по два филма в категорията „Научна фантастика“; Кубрик е режисирал 2001: Космическа одисея и Портокал с часовников механизъм, а Скот е режисирал Блейд Рънър и Пришълецът.